# Иродион (Кочнев)
Игумен Иродио́н (Кочнев) — игумен Русской церкви. Ученик, постриженник и преемник по настоятельству преподобного Александра Свирского.
Был пострижен в монашество преподобным Александром Свирским († 1533) в Свирском монастыре, затем рукоположен во иерея. Являлся одним из ближайших учеников преподобного, свидетелем последних лет его жизни. 
По благоволению митрополита Московского Макария, архиепископа Новгородского Феодосия и просьбе братии в 1545 году составил житие своего учителя. Житие написано по личным воспоминаниям, простым слогом, без витиеватых украшений. Оно вошло в Макариевские Минеи и часто встречается в рукописях. Иродиону, по всей вероятности, принадлежит и служба святому Александру.